# Paul Ekins

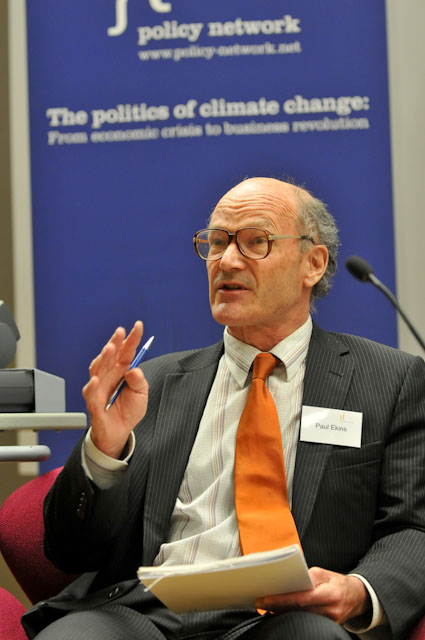
Paul Ekins (2009)

Paul Whitfield Ekins (* 24. Juli 1950 in Jakarta, Indonesien) ist ein britischer Ökonom, Umweltwissenschaftler, Hochschullehrer und ehemaliger Politiker (Ecology Party). Er ist Professor für Ressourcen- und Umweltpolitik am University College London, forscht auf dem Gebiet der nachhaltigen Ökonomie. Von 2004 bis 2014 war er Co-Direktor, anschließend bis 2019 stellvertretender Direktor des UK Energy Research Centre. Sein h-Index liegt bei 63.

## Akademische Ausbildung
1971 schloss Ekins ein Englischstudium am Imperial College London mit dem Bachelor of Science ab. 1988 erwarb er am Birkbeck College der University of London einen Master of Science in Wirtschaftswissenschaften. 1996 promovierte er dort zum Ph.D. in Wirtschaftswissenschaften.

## Politische Karriere
Ekins war in den 1970er- und 80er-Jahren ein prominentes Mitglied der britischen Grünen (Ecology Party bzw. Green Party, Vorläufer der Green Party of England and Wales). Er verließ die Partei 1986 nach Kontroversen über Reformen, die er und andere zur Straffung der Strukturen der Grünen befürworteten. Diese Gruppe, bekannt als „Maingreen“, wurde von einer späteren Gruppe namens Green 2000 als Vorläufer der Bemühungen zur Reform der internen Strukturen der Partei angesehen. 

## Wissenschaftliche Karriere
Zwischen 1990 und 1995 war er als wissenschaftlicher Mitarbeiter (research fellow) im Fach Wirtschaftswissenschaften am Birkbeck College tätig. Nach seiner Promotion wurde er 1996 Dozent (Senior Lecturer) im Fachbereich Umwelt-Sozialwissenschaften an der Keele University im Staffordshire, zwei Jahre wurde er zum Reader im Fach Umweltpolitik befördert und 2000 zum Professor für nachhaltige Entwicklung ernannt. Parallel leitete er die Arbeitsgruppe Umwelt am Policy Studies Institute an der University of Westminster und wechselte im Oktober 2002 auch als Professor für nachhaltige Entwicklung an diese. 
Von 2008 bis 2009 hatte er eine Professur für Energie- und Umweltpolitik im Fachbereich Geographie des King’s College London. Im August 2009 folgte er einem Ruf an das Energy Institute der University College London (UCL), zugleich wurde er zum Direktor des UCL Institute for Sustainable Resources ernannt. Dort hat er seit 2012 eine Professur für Ressourcen- und Umweltpolitik inne. Seine akademische Arbeit untersucht die „Bedingungen und Richtlinien für eine umweltverträgliche Wirtschaft“.
1996 gründete er mit Sara Parkin und Jonathon Porritt ein Forum für die Zukunft. Er war von 1997 bis 2005 als sachverständiger Berater des Sonderausschusses für Umweltprüfung (Environmental Audit Select Committee) des britischen Unterhauses tätig. Von 2003 bis 2007 gehörte er dem Beratungsgremium für nachhaltige Energiepolitik der britischen Regierung unter Tony Blair an, zudem beriet er 2007 den gemeinsamen parlamentarischer Ausschuss zum Entwurf eines Klimawandelgesetzes.

## Mitgliedschaften und Auszeichnungen
Ekins wurde 2015 zum Offizier des Order of the British Empire für Verdienste um die Umweltpolitik ernannt.
Seit mehreren Jahren ist er Vorstandsvorsitzender der Right Livelihood Foundation und somit auch Juryvorsitzender zur Vergabe des Right Livelihood Awards.

## Schriften

### Bücher
- Paul Ekins (1992), A New world order, London: Routledge, ISBN 0415071143.Paul Ekins (1992), The Gaia atlas of green economics, New York: Anchor Books, ISBN 0385419147.
- Paul Ekins (1993), Cities and sustainability, Swindon: AFRC-SERC Clean Technology Unit, ISBN 1870669045, OCLC 28261170.
- Paul Ekins; Manfred Max-Neef (August 14, 1992), Real Life Economics, Routledge, ISBN 9780415079778.
- Paul Ekins (1998), Ecological tax reform, environmental policy and the competitiveness of British industry, London: Forum for the Future
- Paul Ekins (2000), Economic growth and environmental sustainability, London: Routledge, ISBN 978-0415173339.
- Paul Ekins (2010), Hydrogen energy, London: Earthscan, ISBN 9781844076802.
- Paul Ekins (2011), Environmental tax reform (ETR), Oxford: Oxford University Press, ISBN 9780199584505.
- Paul Ekins; Mike Bradshaw; Jim Watson (2015), Global Energy: Issues, Potentials and Policy Implications, Oxford University Press, ISBN 978-0198719533.

### Zeitschriftenbeiträge (Auswahl)
- Nick Watts et al.: The 2019 report of The Lancet Countdown on health and climate change: ensuring that the health of a child born today is not defined by a changing climate. In: The Lancet. Band 394, Nr. 10211, 2019, S. P1836–1878, doi:10.1016/S0140-6736(19)32596-6.
- Nick Watts et al.: The Lancet Countdown on health and climate change: from 25 years of inaction to a global transformation for public health. In: The Lancet. Band 391, Nr. 10120, 2018, S. P581–630, doi:10.1016/S0140-6736(17)32464-9.
- Christophe McGlade, Paul Ekins: The geographical distribution of fossil fuels unused when limiting global warming to 2 °C. In: Nature. Band 517, 2015, S. 187–190, doi:10.1038/nature14016.
- Nick Watts et al.: Health and climate change: policy responses to protect public health. In: The Lancet. Band 386, Nr. 10006, 2015, S. P1861–1914, doi:10.1016/S0140-6736(15)60854-6.
- Paul Ekins et al.: A framework for the practical application of the concepts of critical natural capital and strong sustainability. In: Ecological Economics. Band 44, Nr. 2–3, 2003, S. 165–185, doi:10.1016/S0921-8009(02)00272-0.
- Paul Ekins, Stefan Speck: Competitiveness and Exemptions From Environmental Taxes in Europe. In: Environmental and Resource Economics volume. Band 13, 1999, S. pages369–396, doi:10.1023/A:1008230026880.